# Léopold Durbet
Pour les articles homonymes, voir Durbet.
Léopold Durbet, le 13 octobre 1929 à Hermillon et mort le 3 mai 2015 dans la même ville, est un homme politique français. Maire durant trente ans de la commune d'Hermillon (Maurienne), il est député UNR de Savoie de 1968 à 1969.

## Biographie
Né à Hermillon (Savoie) le 13 octobre 1929, Léopold Durbet perd le bras droit lors d'un accident à l'âge de 13 ans. Il est élu maire de sa commune en 1965 ; Hermillon a alors 700 habitants. Dans ce village entièrement incendié en 1944, auquel il assisté depuis les falaises à 15 ans, Léopold Durbet restera toujours indéfectiblement gaulliste.
En 1968, lors de la dissolution de l’Assemblée nationale, le ministre gaulliste Pierre Dumas lui propose d’être son suppléant ; Florimond Girard, lui aussi mauriennais, ne souhaitait pas se représenter. Après l’élection et l’entrée au Gouvernement de Pierre Dumas, Léopold Durbet devient député le 13 août.
En 1969, le nouveau Président Georges Pompidou nomme Jacques Chaban-Delmas premier ministre et celui-ci ne prolonge pas les missions gouvernementales de Pierre Dumas. Après treize mois de mandat, Léopold Durbet remet le 19 septembre 1969 sa démission pour permettre une élection partielle. Le mois suivant Pierre Dumas est réélu député.
Il est maire jusqu'en 1995, conseiller municipal jusqu'en 2001. De 1993 à 1997 il est le suppléant du député Michel Bouvard. Léopold Durbet est également candidat aux élections cantonales de 1982 contre Paul Perrier. L’un de ses trois enfants, Yves Durbet, devient maire d’Hermillon en 2001.
Nommé chevalier de la légion d'honneur en 1994, il est également l'auteur d'un livre sur l'histoire de sa commune. Il est décédé à son domicile le 3 mai 2015.

## Sources
- La Vie Nouvelle du 19 septembre 1969.
- Hermillon, 2000 ans d’histoire, par Léopold Durbet, Éditions Derrier, juillet 2001.
- Le Dauphiné libéré du 7 mai 2015, page Nécrologie, et du 8 mai 2015.